# SEMA7A
Семафорин-7A (англ. Semaphorin 7A, GPI membrane anchor; SEMA7A; CD108) — мембранный гликопротеин класса семафоринов, прикреплён к клеточной мембране за счёт гликозилфосфатидилинозитольной группы. Антиген группы крови John-Milton-Hagen (JMH). Продукт гена человека SEMA7A. 

## Структура
SEMA7A состоит из 666 аминокислот, молекулярная масса 74,8 кДа. Содержит один Ig-подобный домен типа C2. Гликозилфосфатидилинозитол заякоривает белок на мембране.
Взаимодействует с интегринами ITGA1 и ITGB1 и с рецептором семафоринов PLXNC1.

## Функции
SEMA7A играет важную роль в интегрин-опосредованной передаче сигнала. Функционирует в регуляции клеточной миграции и в иммунном ответе. Стимулирует образование комплексов фокальной адгезии, активацию протеинкиназы PTK2/FAK1 и последующее фосфорилирование киназ MAPK1 и MAPK3. Стимулирует продукцию воспалительных цитокинов моноцитами и макрофагами. Играет важную роль в модулировании воспалительной реакции и T-клеточного иммунного ответа. Белок стимулирует рост аксонов в эмбриональной обонятельной луковице. Участвует в прикреплении меланоцитов, их росте и образовании дендритных отростков.
Кроме этого, белок служит рецептором малярийного паразита Plasmodium falciparum.

## Группа крови JMH
Система группы крови John Milton Hagen (JMH) — высокочастотный антиген эритроцитарной группы крови человека. Система состоит из 6 антигенов, расположенных на семафорине-7A, но, как правило, они не вызывают существенного гемолиза или гемолитических расстройств новорожденных.

## Тканевая локализация
Белок экспрессирован на активированных лимфоцитах и эритроцитах. Детектируется на кератиноцитах, эндотелиальных клетках кровеносных сосудов кожи. Экспрессирован на фибробрастах, меланоцитах, в плаценте, яичках, яичниках, селезёнке, мозге, спинном мозге, лёгких, сердце, надпочечниках, лимфатических узлах, вилочковой железе, кишечнике и почках.